# Sida adusta
Sida adusta är en malvaväxtart som beskrevs av W. Marais. Sida adusta ingår i släktet sammetsmalvor, och familjen malvaväxter. Inga underarter finns listade i Catalogue of Life.